# Eupithecia ochrata
Eupithecia ochrata är en fjärilsart som beskrevs av Fletcher 1951. Eupithecia ochrata ingår i släktet Eupithecia och familjen mätare. Inga underarter finns listade i Catalogue of Life.